# Wiktor Konowałow
Wiktor Jehorowycz Konowałow, ukr. Віктор Єгорович Коновалов, ros. Виктор Егорович Коновалов, Wiktor Jegorowicz Konowałow (ur. 7 marca 1947) – ukraiński piłkarz, grający na pozycji obrońcy, a wcześniej napastnika, trener piłkarski.

## Kariera piłkarska

### Kariera klubowa
W 1966 rozpoczął karierę piłkarską w drużynie Awanhard Kramatorsk. W 1968 bronił barw Startu Dzierżyńsk. W 1969 został zaproszony do Szachtara Donieck, ale grał tylko w drużynie rezerw, dlatego w tymże roku powrócił do Awanhardu Kramatorsk. Latem 1970 przeszedł do Komunarca Komunarsk, ale w następnym roku został piłkarzem klubu Horyń Równe. W 1973 zasilił skład FK Jangier, w którym zakończył karierę piłkarza w roku 1980.

## Kariera trenerska
Po zakończeniu kariery piłkarskiej rozpoczął pracę szkoleniowca. We wrześniu 1982 dołączył do sztabu szkoleniowego Nowatora Żdanow, w którym najpierw pomagał trenować, a na początku 1983 został mianowany na stanowisko dyrektora technicznego klubu. Latem 1983 opuścił Nowator. Od lipca 1986 do końca 1987 ponownie pracował w Nowatorze jako asystent trenera. Na początku 1995 po raz kolejny został zaproszony do mariupolskiego klubu, który już nazywał się Azoweć Mariupol, gdzie do lipca 1995 prowadził pierwszą drużynę. Potem pracował z dziećmi w Szkole Sportowej Illicziwca Mariupol.